# Asiophrida marmorea
Asiophrida marmorea is een keversoort uit de familie bladkevers (Chrysomelidae). De wetenschappelijke naam van de soort werd in 1819 gepubliceerd door Wiedemann.